# Szóalakzat
A szóalakzat (görögül metaszeméma) szavak átalakító eljárásokkal történő megváltoztatása, amely során módosul jelentésük. A stilisztika és retorika többféle módon értelmezett fogalma. Egyes nyelvtanok a szóalakzatokat a szemantikai-szintaktikai alakzatokkal együtt kezelik. A szóképekkel (tropusokkal) szembeállítják, és adjekciós, detrakciós és transzmutációs eseteit tartják számon.
Adjekciós szóalakzatok például
- poliszindeton
- gemináció
- reduplicatio
- epiploké
- gradáció
- reddíció
- anafora
- epifora
- szimploké (complexio)
- epanodosz
- annomináció
- polyptoton
- szinonímia
- traductio
- szembeállítás (distinctio)
- reflexio
- halmozás
- enumeráció
- amplifikáció
- epitheton
- pleonazmus

Detrakciós szóalakzatok:
- ellipszis
- zeugma
- aszindeton

Transzmutációs alakzatok:
- enallage
- hipallagé
- inverzió
- hiperbaton
- epifrázis
- isocolon

Mivel a szavak átalakítása mondatbeli szerepüket befolyásolja, a mondatalakzatok rendszerében is megtalálhatók. A szóalakzat a neoretorikában a metaszeméma.